# Хазони, Йорам
Йорам Хазони (род. 6 июня 1964, Реховот) — израильский философ, библеист и политический теоретик. Он является президентом Института Герцля в Иерусалиме и председателем Фонда Эдмунда Бёрка.

## Биография
Родился в Реховоте, Израиль, и переехал с семьей в Принстон, штат Нью-Джерси. Он вырос и получил образование в США, а после окончания университета вернулся в Израиль. Хазони получил степень бакалавра в Принстонском университете по восточноазиатским исследованиям в 1986 году и докторскую степень в Университете Рутгерса по политической философии в 1993 году. Будучи третьекурсником в Принстоне, он основал Princeton Tory, журнал умеренной и консервативной мысли. Он брат Дэвида Хазони и Дэниела Хазони. Он женат на Джулии Фултон, с которой познакомился в Принстоне, и которая переехала с ним в Израиль. Они живут в Иерусалиме и имеют девятерых детей.

## Академическая и журналистская карьера
Хазони основал Центр Шалем в Иерусалиме в 1994 году и был его президентом, а затем ректором до 2012 года. Он разработал учебную программу для колледжа Шалем, первого гуманитарного колледжа Израиля, основанного в 2013 году. Хазони был директором проекта Фонда Джона Темплтона в области еврейского философского богословия и членом комитета Совета по высшему образованию Израиля, курирующего общеобразовательные программы в израильских университетах и колледжах.
Он автор регулярного блога о философии, политике, иудаизме, Израиле и высшем образовании под названием «Иерусалимские письма». Хазони публиковался в таких изданиях, как The New York Times, Wall Street Journal и American Affairs.

## Взгляды и мнения
Хазони - современный ортодоксальный еврей, и он изложил свои взгляды на открытую ортодоксию в статье, опубликованной в 2014 году. Хазони заявил, что он опасается, что «Открытая ортодоксия» действует как идеологическая эхо-камера, в которой любые неодобренные взгляды высмеиваются и отвергаются без обсуждения. Хазони выразил обеспокоенность тем, что элементы «Открытой ортодоксии», по-видимому, решили принять все выводы академических библейских критиков как неоспоримый факт, даже не предприняв попыток выяснить, верны ли эти выводы.
Хазони - откровенный еврейский националист и писал, что национализм уникальным образом обеспечивает «коллективное право свободных людей управлять собой». Однако некоторые критики книги Хазони «Добродетель национализма» (2018) утверждают, что она теоретически непоследовательна и имеет мало отношения к историческому корпусу националистической мысли. В обзоре для Tel Aviv Review of Books Яир Валлах утверждает, что в последней книге Хазони «Еврейское государство: Герцль и обещание национализма» представлен лишь выборочный отчет о понимании сионизма и национализма Теодором Герцлем.

## Награды и признание
Книга Хазони «Добродетель национализма» (Basic Books, 2018) была выбрана «консервативной книгой года» в 2019 году. Его «Философия еврейского Священного Писания» (Кембридж, 2012) получила второе место в награде PROSE за лучшую книгу по теологии и религии от Американской ассоциации издателей.

## Список произведений
Книги
- Консерватизм: переоткрытие (Вашингтон: Регнери, 2022)
- Добродетель национализма (Нью-Йорк: Basic Books, 2018)
- Еврейское государство: Герцль и обещание национализма [иврит] (Селла Меир и Фонд Тиква, 2020)
- Бог и политика в Книге Есфирь (Кембридж: издательство Кембриджского университета, 2016)
- Философия еврейских Священных Писаний (Кембридж: издательство Кембриджского университета, 2012)
- Еврейское государство: борьба за душу Израиля (Нью-Йорк: Basic Books и The New Republic, 2000)
- Политическая философия Иеремии: теория, разработка и приложения (докторская диссертация, 1993)
- Консерватизм: переоткрытие (Вашингтон: Регнери, 2022)

Редактированные книги
- Йорам Хазони, Гиль Студент и Алекс Штуден, ред., Откровение на Синае: что означает «Тора с небес»? (Нью-Йорк: Ктав, 2021).
- Йорам Хазони и Дрю Джонсон, ред., Вопрос о совершенстве Бога (Лейден: Брилл, 2018).
- Введение в Аарона Вилдавски, Моисей как политический лидер (Иерусалим: Shalem Press, 2005).
- Дэвид Хазони, Йорам Хазони и Майкл Орен, редакторы, Новые очерки сионизма (Иерусалим: Shalem Press, 2006).

Переведенные книги
- Иддо Нетаньяху, Последняя битва Йони: Спасение в Энтеббе, 1976, Йорам Хазони, пер. (Иерусалим: Гефен, 2001).

## Внешние ссылки
- yoramhazony.org — официальный сайт Йорам Хазони
- Appearances on C-SPAN
- Хазони, Йорам в X